# Eugeniusz Rozwadowski
Eugeniusz Rozwadowski, Eugeniusz Jordan-Rozwadowski, Eugen (Jordan-) Rozwadowski (ur. 31 grudnia 1883 w Wiązowej, zm. 1947) – dyplomata i urzędnik konsularny Austro-Węgier i II Rzeczypospolitej.

## Życiorys
Jego rodzicami byli Eugeniusz (1839–1910), ziemianin, uczestnik powstania styczniowego i Maria z Żarskich. Miał brata Konstantego, również dyplomatę. Po ukończeniu studiów w 1911 wstąpił do służby konsularnej Austro-Węgier, m.in. pełniąc funkcję attachê konsularnego/wicekonsula w Nowym Jorku (1913–1918). Od 1919 w służbie dyplomatycznej II Rzeczypospolitej – jako radca poselstwa RP w Hadze. Od 1920 do 1921 kierował placówką jako chargé d’affaires ad interim.
Następnie odwołany do centrali Ministerstwa Spraw Zagranicznych i mianowany na konsula generalnego w Królewcu. Funkcję sprawował od 1 listopada 1921 do 1 listopada 1922, gdy został przeniesiony na stanowisko konsula generalnego w Kolonii. Konsulatem kierował do 1 czerwca 1928, gdy został mianowany konsulem generalnym w Nowym Jorku. 1 października 1929 odwołany do centrali MSZ i przeniesiony w stan rozporządzalności z przydziałem do Departamentu Konsularnego. 1 listopada 1930 otrzymał nominację na konsula generalnego w Trieście, gdzie pracował do końca 1932. 1 stycznia 1933 odwołany do centrali MSZ i ponownie przeniesiony w stan rozporządzalności, 1 lipca 1933 ostatecznie przeszedł w stan spoczynku.
W okresie lat 1945–1947 ponownie pełnił funkcję p.o. kierownika konsulatu w Nowym Jorku, tym razem reprezentując Polskę Ludową. Zmarł w 1947.

## Ordery i odznaczenia
- Złoty Krzyż Zasługi (19 lipca 1946)[3]
- Krzyż Komandorski Orderu San Marino (Republika San Marino)[4]